# Genk
Genk är en stad och kommun i Limburg, Belgien med 64 090 invånare. Staden ligger vid Albertkanalen mellan Antwerpen och Liège.

## Idrott
Fotbollslaget KRC Genk huserar i Genk.